# Recensement de la Grèce de 1848
Le recensement de la population de 1848 (en grec moderne : Ελληνική απογραφή του 1853) est le douzième recensement officiel du royaume de Grèce. La population totale du pays s’élève à 986 731 habitants  tandis que sa superficie est de 47 516 km2. Le royaume comprend le Péloponnèse, la Grèce-Centrale et les Cyclades. La densité de population atteint 21,9 habitants par kilomètre carré. En ce qui concerne la population, on constate une augmentation de 26 495 habitants par rapport au recensement précédent. La densité de population est de 20,8 habitants par kilomètre carré. Le recensement a permis de collecter des données uniquement sur le sexe et l'âge, car à l'époque, les autorités sont uniquement intéressées par le nombre de la population et non par ses caractéristiques socio-économiques. Les résultats de ce recensement sont publiés en 1850.